# 女手形
女手形（おんなてがた）とは、江戸時代に女性が関所を通行するために発行した特別な通行手形のこと。女切手（おんなきって）・女証文（おんなしょうもん）ともいう。

## 概要
江戸幕府は入鉄炮出女政策を採用し、江戸藩邸にて人質状態にある大名の妻子が国元に逃亡することがないように江戸から出る女性を関所などで厳重に監視した。このため、江戸から出発する女性は幕府の留守居から特別な手形を貰う必要があった。これが女手形である。この規制は江戸以外に住む女性に対しても準用され、西国・上方の場合は京都所司代が、その他の地域でも指定の藩や役人などが発行する手形が必要とされていた。手形には女性本人の名前、住所・身分・出発地と目的地、同行者や乗物についても記載された。有効期限は発効日の翌月末まで有効とされていた。なお、留守居と京都所司代の発行した女手形は半年ごとに返却することとされていた。1862年（文久2年）には参勤交代の大幅緩和（事実上の廃止）によって人質制度の意義が失われ、関所を通過する女性の人数を事前に届け出るのみとなり、女手形も形骸化した。